# Conor Townsend
Conor Stephen Townsend (Hessle, 4 marzo 1993) è un calciatore inglese, difensore dell'Ipswich Town.